# СВТ-40
СВТ-40 (рус. Самозарядная винтовка Токарева, образец 1940 года) је совјетска полуаутоматска пушка калибра 7,62x54Р, коју је конструисао Фјодор Токарев. Пушка СВТ-40 је била намењена да постане стандардно оружје Црвене армије.
Одликовала се високом прецизношћу али и комплексношћу па је због тога даља масовна производња обустављена почетком Другог светског рата.